# Maratus laurenae
Maratus laurenae é uma espécie de aranha identificada em 2020;. A espécie foi identificada na Austrália ocidental, no Parque Nacional de Mount Lindesay; o macho mede cerca de 5 milímetrosde comprimento total e a fêmea aproximadamente 5 milímetros e meio.